# 丁紹
丁 紹（てい しょう、? - 309年）は、中国西晋の人物。字は叔倫。譙国の出身。

## 生涯
朗らかな人物であり、公正であると評判であった。早くから仕官して清廉に職務に当たり、やがて広平郡太守に任じられた。その政治は公平で、弁論は理に適っており、教化が大いに行われた。
異民族の侵攻により河北が乱れると、全ての邑がこれに従属した。だが、広平郡だけは郡境が安定していたので、領民はみな丁紹の統治を喜び、その命に従った。
永興2年（305年）7月、成都王司馬穎の旧将である公師藩らが河北において挙兵すると、転戦しながら鄴城に迫った。鄴を守る平昌公司馬模はこれを大いに恐れ、彼の側近は公師藩に呼応しようと目論んでいた。丁紹は郡兵を率いて鄴城救援に向かうと、公師藩らを撃退した。司馬模は丁紹の恩に感じ入り、丁紹の生まれた地に功績を称える碑を立てた。
やがて丁紹は徐州刺史に昇進した。士庶は丁紹を慕っていたので、みな彼の転属に付き従い、その様はさながら帰郷するようであった。だが、着任する前に荊州刺史に移るよう命じられたので、車を千乗従えて南へ渡河し、許昌に到った。だが、都督となっていた司馬模は丁紹を留め、冀州刺史に移らせた。
永嘉元年（307年）、牧人首領の汲桑が大将軍を自称して挙兵すると、鄴城を攻め落として新蔡王司馬騰を殺害し、さらに楽陵に攻め込んで幽州刺史石尟を敗死させた。そのまま兗州へ攻め入ると、東海王司馬越は苟晞を派遣して討伐を命じ、苟晞は数か月かけて汲桑に大勝した。8月、汲桑は敗残兵をかき集めて逃走を図ったが、丁紹は赤橋に軍を進めてこれを撃破し、その勢力を散亡させた。功績により寧北将軍・仮節・監冀州諸軍事を加えられた。
前趙の石勒の勢力が冀州にも及ぶようになると、丁紹はこれらを捕らえて誅殺した。厳粛に号令を発すると、河北の人は彼を恐れると共に慕ったという。
永嘉3年（309年）、急病により亡くなった。臨終の際「ここに及んで天は冀州を失うだろう。どうしてこれが運命であろうか」と嘆息した。懐帝は丁紹に車騎将軍を追贈した。
丁紹は自らを英雄に足る才能を持っていると自負しており、官に就いてはよく政治をこなし、戦役にはいつも勝利を収めた。丁紹が天下の事を見る様は、まるで自ら全て掌握しているかのようであった。丁紹は、四海を正さんとする志を抱き、心を奮い起こしていた。当時、王浚は幽州で、苟晞は青州でそれぞれ強盛であったが、丁紹は彼ら2人の振る舞いを軽蔑していたという。